# Большая Тава (село)
Больша́я Та́ва — село в Усть-Ишимском районе Омской области. Административный центр Большетавинского сельского поселения.
Население — 309 чел. (2010).
Основан в 1866 году.

## География
Посёлок расположен на правом берегу реки Большая Тава.
Село расположено на севере Ишимской равнины, являющейся частью Западно-Сибирской равнины, на левом берегу реки Большая Тава (правый приток реки Ишим). Рельеф местности равнинный. Село окружено лесами. Преобладающие древесные породы — берёза и осина. Леса заболочены. Через центр села протекает ручей. Почвы дерново-подзолистые, преимущественно глубокоподзолистые.
По автомобильной дороге расстояние до областного центра города Омск составляет 430 км, до районного центра села Усть-Ишим — 31 км.
Часовой пояс
Село Большая Тава находится в часовой зоне МСК+3. Смещение применяемого времени относительно UTC составляет +6:00.

## История
Основано в 1866 году. Согласно всесоюзной переписи населения 1926 года в селе Большая Тава имелось 131 домохозяйство, проживало 313 мужчин и 318 женщин. Численно преобладающая национальность — русские.

## Население
| 1926 | 2010 |
| ---- | ---- |
| 631  | ↘309 |